# 上村隆元
上村 隆元（うえむら たかもと、1961年 - ）は、日本の医師、日本医師会認定産業医、 医学者、博士（医学）、元東京農業大学嘱託教授、慶應義塾大学医学部元講師・現客員講師、杏林大学医学部元講師、学校法人静岡医療学園専門学校名誉校長、社団法人生命科学振興会理事、インドネシア国立ウダヤナ大学 (Universitas Udayana、Udayana University) 医学部客員教授。

## 略歴
- 1961年 - 誕生[1][2]
- 1986年 - 医師登録[3]
- 1986年4月 - 国立東京第二病院内科研修医
- 1986年6月 - 日本内科学会所属（1998年まで）
- 1988年4月 - 国立東京第二病院内科循環器科勤務
- 1988年4月 - 日本循環器学会所属（1998年まで）
- 1991年4月 - 日本衛生学会所属
- 1992年4月 - 慶應義塾大学医学部助手
- 1992年8月 - 日本循環器疾患管理協議会所属
- 1993年6月 - 国際医療テクノロジーアセスメント学会所属
- 1995年4月 - 東海大学医学部地域保健環境保健部門非常勤講師
- 1995年10月 - 慶応義塾大学医学部付属病院食養委員会委員
- 1997年 - 森口尚史と知り合い共同研究を始める（2006年まで）
- 1997年6月 - ハーバード大学公衆衛生院CPE終了
- 1997年4月14日 - 博士（医学）（慶應義塾大学・乙第3048号）取得[4]
- 1998年 - 品川区家庭教育学級講師（2003年まで）
- 2000年6月 - マクマスター大学医学部EBMセミナー修了
- 2002年11月 - 慶應義塾大学医学部講師（2004年3月まで）
- 2003年2月 - 社団法人生命科学振興会理事
- 2004年4月 - 杏林大学医学部講師
- 2004年4月 - 東京農業大学嘱託教授
- 2004年4月 - 慶應義塾大学医学部客員講師
- 2008年4月 - 学校法人静岡医療学園名誉校長
- 2009年 - 厚生労働大臣登録建築物環境衛生管理技術者講師（2011年まで）
- 2012年10月11日 - 読売新聞に森口尚史が世界初のiPS細胞手術を実施した事が掲載され、この研究の論文の共著者に上村の名前があったが本人は否定したが、そもそもその論文は無い。[5]。
- 2013年5月1日 - 森口と上村が1997年から2006年まで共同研究を行っていた事から、杏林大学医学部は2人の共同研究について独自に調査し、結論として森口のiPS細胞論文に上村はまったく関与していないと発表した。おかしな話で彼の杏林大の紹介には森口の論文が彼の主要業績として紹介されていた。そのHPは上村が事件を起こしたあと意図的に削除された[6]。
- 2013年10月3日 - 酩酊状態になった20代女性へのレイプ容疑で逮捕され[7]、2014年6月26日、懲役13年の実刑判決を受けた[8]。

## 著作物
図書
- 『ハロン代替消化剤熱分解生成物の毒性』 1995年 （著者）上村隆元 慶應義塾大学
- 『EBM(根拠に基づく医学)の産業保健施策への応用』 2000年 （著者）上村隆元 慶應義塾大学
- 『保健サービスのQOL向上に寄与する効果測定など評価に関する地域全世帯コホート研究』 2004年 （著者）上村隆元 杏林大学

共編著
- 『混入毒劇物の迅速測定法と人体中毒症状』上村隆元、後藤良三 1999年 サイエンスフォーラム（出版）

論文
- 『論文relation』上村隆元の論文一覧

博士論文
- 『ジボラン吸入曝露による雄性ICRマウスの急性、亜急性毒性および肺病変の経時的変化』 1997年 慶応義塾大学[4]

## 出演
TV
- 奇跡体験!アンビリバボー（1999年〜2000年）

映画
- 「海馬の森」
- 「トワイライトファイル・幻」
- 「劣性パンダ」
- 「記憶の庭」
- 「DT」

映画は全て遠藤一平監督作品で、医学監修も務めている。

## 参考資料
- 静岡医療学園専門学校 教師紹介（2013年10月4日に、教師紹介欄から上村隆元名誉校長・学術顧問の経歴が削除された。）
- 国立国会図書館 蔵書 上村隆元
- 杏林大学：大学院医学研究科：教員紹介：上村 隆元